# Sven Wedenmark
Sven Elam Wedenmark, född 13 oktober 1896 i Laske-Vedums församling, Skaraborgs län, död 1 april 1954, var en svensk byggmästare och arkitekt. Han var far till Bo Wedenmark.
Wedenmark, som var son till hemmansägare Johan Alfred Andersson och Anna Maja Svensdotter, var anställd hos Göteborgs stads allmänna folkskolestyrelse, började i yrket år 1918 och var innehavare av firma H. Börjesson & Co. i Göteborg sedan år 1923. Han var revisor i Byggmästareföreningen 1933–1934. Han var Sparbankens besiktningsman sedan 1928.